# Esticometría
La esticometría es la práctica de contar líneas en los textos: Los antiguos griegos y romanos medían la longitud de sus libros en líneas, igual que los libros modernos se miden en páginas. Los eruditos alemanes y franceses redescubrieron esta práctica en el siglo XIX. Stíchos (pl. stíchoi) es la palabra griega que designa una «línea» de prosa o poesía, y el sufijo «-metría» deriva de la palabra griega para medir.
La longitud de cada verso de la Ilíada y la Odisea, que pueden haber sido de los primeros textos griegos largos escritos, se convirtió en la unidad normal de la antigua esticometría. Esta línea normal (en alemán: Normalzeile) era tan larga como un hexámetro épico y contenía unas 15 sílabas o 35 letras griegas.
La esticometría existía por varias razones. A los escribas se les pagaba por línea y sus honorarios por línea se fijaban a veces por decreto legal. En ocasiones, los autores citaban pasajes de las obras de otros autores indicando su número aproximado de línea. Los compradores de libros utilizaban el recuento total de líneas para comprobar que los textos copiados estaban completos. En los catálogos de las bibliotecas figuraba el número total de líneas de cada obra junto con el título y el autor.